# Bereczkei Tamás
Bereczkei Tamás (Eger, 1956. február 25.) a pszichológiai tudományok MTA doktora, a Pécsi Tudományegyetem intézetvezető egyetemi tanára. PTE Pszichológia Doktori Iskola törzstagja.

## Életrajza
Bereczkei Tamás kutatóbiológusként (1980) végzett a szegedi József Attila Tudományegyetemen, majd az ELTE filozófia szakán is oklevelet (1984) szerzett, ugyanebben az évben a korban szokásos egyetemi doktori disszertációját a Szegedi Tudományegyetemen védte meg, kandidátusi dolgozatát a filozófiai tudományok területén védte meg (1991) az Eötvös Loránd Tudományegyetemen, ugyanitt habilitált 2001-ben. MTA doktori fokozatát (D.Sc.) a pszichológiai tudományokban nyerte el 2003-ban.
Két évtizede folytat evolúciós szemléletű kutatásokat a legkülönbözőbb témakörökben, így pl. a párválasztás, reproduktív stratégiák, altruizmus, élettörténeti pályák, szülői gondoskodás területein. E kutatások eredményei elsősorban nemzetközi lapokban jelennek meg, többek között az Evolution and Human Behavior, Human Nature, Personality and Individual Differences, Current Anthropology, Proceedings of Royal Society hasábjain. A Pécsi Tudományegyetem tanszékvezető egyetemi tanára, és az itt működő Evolúciós Pszichológia Kutató Csoport vezetője. Az 1980-as évek második felében kutatói munkáját a Soros Alapítvány ösztöndíja segítette, kijutott Nyugat-Európába, majd az Amerikai Egyesült Államokba is tanulmányutakra. OTKA és más pályázatok (KOMA, ISM, Phare, AMFK, stb) révén igyekezett kollégáival fellendíteni a Pécsi Tudományegyetemen a pszichológiai kutatásokat mind az OTDK, mind a PhD hallgatók körében és a mesterszakokon. Iskolateremtő pszichológus, PhD hallgatói közül már öt fő érte el a PhD fokozatot.
Bereczkei Tamás 2009 óta a három tanszéket (Általános és Evolúciós Pszichológia; Személyiség-, Fejlődés és Klinikai Pszichológia;    Szociálpszichológia Tanszék) magában foglaló Pszichológia Intézet vezetője.

## Tudományos és oktatási tevékenysége
- Az Általános és Evolúciós pszichológia Tanszék vezetője
- A Kognitív és Evolúciós doktori program vezetője
- Társszerkesztője a Journal of Evolutionary Psychology folyóiratnak
- MTA Pszichológiai Bizottság tagja[2]
- Rovatvezető a Magyar Pszichológiai Szemlében

## Társasági tagságai (válogatás)
- Human Behavior and Evolution Society
- European Human Behavior and Evolution Society
- International Society for Human Ethology
- Magyar Pszichológiai Társaság
- Magyar Etológiai Társaság

## Díjak, ösztöndíjak (válogatás)
- Széchenyi Professzori Ösztöndíj (1999–2002);
- Ranschburg-emlékérem (Magyar Pszichológiai Társaság, 2010).[3]

## Tudományos munkája számokban

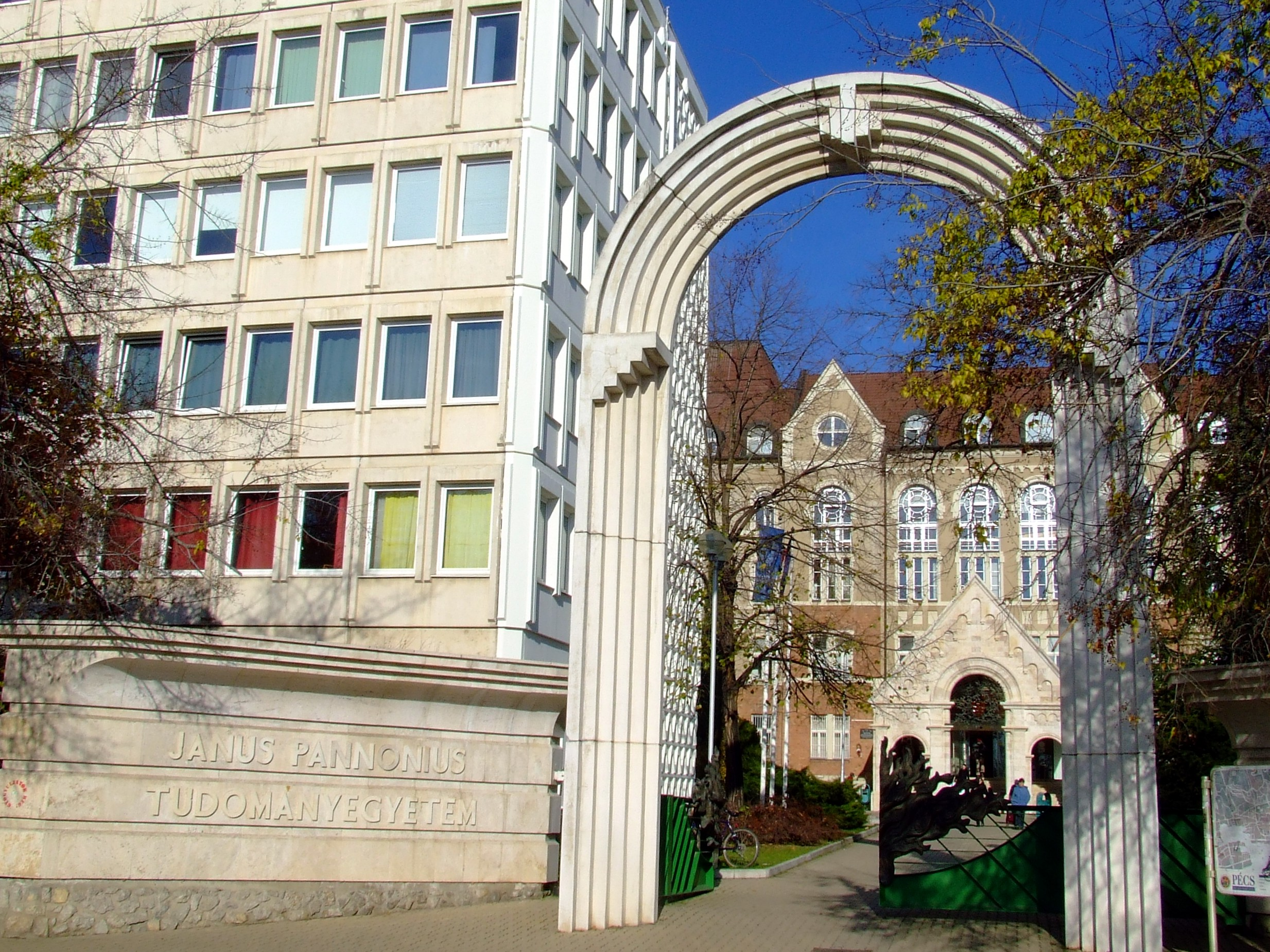
A Pécsi Tudományegyetem főbejárata

- Tudományos közleményeinek száma: 113
- Összes tudományos közleményeinek impakt faktora 73.832
- Monográfia, szakkönyv 8, szerkesztett kötet: 4.
- Monográfiák és szakkönyvek száma, melyben fejezetet/részt írt: 15
- Konferencia előadásainak, egyéb közleményeinek a száma mintegy 40.

## Kötetei (válogatás)
- A versengés és az együttműködés pszichológiája; szerk. Fülöp Márta, Bereczkei Tamás, Kovács Judit; Akadémiai, Bp., 2015 (Pszichológiai szemle könyvtár)
- Gének, gondolkodás, személyiség. Bevezetés a humán viselkedésgenetikába; szerk. Bereczkei Tamás, Hoffmann Gyula; Akadémiai, Bp., 2012
- Rejtett indítékok a párkapcsolatokban. Vonzalom, párválasztás, szexualitás; Kulcslyuk, Bp., 2012
- Bereczkei Tamás–Rozsnyai Margit–Vekerdy Tamás: Választások; Saxum, Bp., 2012 (Az élet dolgai)
- Bereczkei, T. és Paál, T. (szerk.): A lélek eredete - Bevezetés az evolúciós pszichológiába Gondolat Kiadó, 2010.
- Pléh, Cs. és Bereczkei T. (szerk) Darwin öröksége és időszerűsége a pszichológiában. Pszichológiai Szemle Könyvtár, Akadémia Kiadó, Budapest, 2010.
- Bereczkei Tamás: Az erény természete (Önzetlenség, együttműködés, nagylelkűség). Typotex Kiadó, 2009.
- László J., Kállai J. és Bereczkei T. (szerk.) A reprezentáció szintjei. Gondolat Kiadó, 2004.
- Bereczkei T. Evolúciós pszichológia. Osiris Kiadó, Budapest, 2003.
- Pléh Cs., Csányi V., és Bereczkei, T (Szerk.). Az evolúciós szemlélet napjaink pszichológiájában. Osiris, Budapest, 2001.
- Bereczkei T.: A belénk íródott múlt. Biológiai evolúció és emberi viselkedés. Dialóg Kiadó, 1998.
- Bereczkei T.: A génektől a kultúráig. Szociobiológia és társadalomtudomány. Első kiadás: Gondolat, Budapest, 1991; második kiadás: Cserépfalvi, Budapest, 1992.

## Tudományos közleményei angol nyelven (válogatás)
- BERECZKEI T., Birkas B., and Kerekes Zs. (2010) Altruism towards strangers in need: costly signaling in an industrial society. Evolution and Human Behavior 31, 95-103. pdf[halott link]
- BERECZKEI T. and P. Gyuris (2009) Oedipus complex, mate choice, imprinting: An evolutionary reconsideration of a Freudian concept based on an empirical study. The Mankind Quaterly 1, 71-94. pdf[halott link]
- BERECZKEI T., Birkas B., and Kerekes Zs. (2007) Public charity offer as a proximate factor of evolved reputation-building strategy: An experimental analysis of a real life situation. Evolution and Human Behavior 28: 277-284. pdf[halott link]
- Paal T. and BERECZKEI T. (2007). Adult theory of mind, Machiavellianism, and cooperation: the effect of mindreading on social relations. Personality and Individual Differences 43: 541-551. pdf
- BERECZKEI T., Mesko N. (2006) Hair length, facial attractiveness, personality attribution: a multiple fitness model of hairdressing. Review of Psychology 13: 1-60. pdf[halott link]
- Roland Tisljar and Tamas BERECZKEI (2005 An evolutionary interpretation of humor and laughter. Journal of Cultural and Evolutionary Psychology 2-3.